# Били Холидеј
Елеанора Фејген (енгл. Eleanora Fagan; 7. април 1915 — 17. јул 1959), познатија под својим уметничким именом Били Холидеј (енгл. Billie Holiday), била је америчка џез певачица и текстописац, позната и под надимком „Лејди Деј”. Сматра се једном од најутицајнијих певачица не само на џез већ и на поп музику. Посебно је препознатљива по личном и интимном начину интерпретирања песама. Иако је написала невелик број песама, неколико је управо подигло џез стандард на виши ниво као што су "God Bless the Child", "Don't Explain", "Fine and Mellow," и "Lady Sings the Blues". Данас ове песме представљају истинске џез класике. Уз ове, Били је снимала и обраде познатих џез песама, а неретко је и у таквим песмама успевала да да лични печат који их је данас учинио најпрепознатљивијим управо у њеном извођењу. У такве песме се убрајају "Easy Living" и "Strange Fruit".
Њен тежак живот, обележен дискриминацијом, зависношћу од дрога и алкохола и бурне љубавне афере сматрају се неком врстом претече рокенрол начина живота. Снимила је филм "New Orleans" и написала аутобиографију „Леди пева блуз“.